# فريدريك يوليوس شتال
فريدريك يوليوس شتال (بالألمانية: Friedrich Julius Stahl)‏ هو محامي ومؤرخ قانوني ‏ وسياسي ألماني، ولد في 16 يناير 1802 في فورتسبورغ في ألمانيا، وتوفي في 10 أغسطس 1861 في باد بروكناو في ألمانيا. حزبياً، نشط في Conservative Party (Prussia) ‏. وقد انتخب عضو مجلس النواب البروسي اللوردات.

## روابط خارجية
- فريدريك يوليوس شتال على موقع الموسوعة البريطانية (الإنجليزية)